# Gabriel Boschilia
Gabriel Boschilia (* 5. März 1996 in Piracicaba) ist ein brasilianisch-italienischer Fußballspieler. Der offensive Mittelfeldspieler steht beim SC Internacional unter Vertrag.

## Karriere

### Vereine
Boschilia wechselte 2012 vom Guarani FC in die Jugend des FC São Paulo. Dort rückte er zur Saison 2014 zu den Profis auf und absolvierte am 20. April 2014 beim 3:0-Heimsieg gegen Botafogo FR sein erstes Spiel in der Série A. Am 23. November 2014 erzielte er beim FC Santos in der 55. Minute das Tor zum 1:0-Endstand.
Zur Saison 2015/16 wechselte Boschilia zur AS Monaco in die französische Ligue 1. Nachdem er in der Hinrunde nur zu fünf Einsätzen gekommen war, wurde er im Januar 2016 bis Saisonende an den belgischen Erstligisten Standard Lüttich verliehen. Nach seiner Rückkehr nach Monaco gewann Boschilia in der Spielzeit 2016/17 die französische Meisterschaft.
Die Saison 2018/19 spielte Boschilia beim FC Nantes, für den er in 32 Pflichtspielen auflief. Anschließend kehrte er nach Monaco zurück und kam in der Spielzeit 2019/20 zu 6 Pflichtspieleinsätzen, ehe er Ende Januar 2020 zum SC Internacional nach Porto Alegre wechselte.

### Nationalmannschaft
Boschilia nahm im April 2013 mit der brasilianischen U17-Auswahl an der U17-Südamerikameisterschaft in Argentinien teil. Dabei kam er in sechs Spielen zum Einsatz und belegte mit der Mannschaft in der Endrunde den dritten Platz. Damit qualifizierte sich das Team für die U17-Weltmeisterschaft in Katar, für die Boschilia im Oktober 2013 wieder in den brasilianischen Kader berufen wurde. Dort erzielte er sechs Tore in vier Spielen und belegte damit den zweiten Platz in der Torschützenliste. Die Mannschaft scheiterte im Viertelfinale an Mexiko im Elfmeterschießen, dabei kam er nicht zum Einsatz.
Im Juni 2015 spielte Boschilia mit der U20-Nationalmannschaft bei der U20-Weltmeisterschaft in Neuseeland. Er kam in allen sieben Spielen der Mannschaft zum Einsatz, erzielte zwei Tore und unterlag mit dem Team im Finale der serbischen Mannschaft mit 1:2.

## Erfolge
Nationalmannschaft
- Vize-U20-Weltmeister: 2015

AS Monaco
- Französischer Meister: 2017